# كارلوس هرنانديز
كارلوس هرنانديز (بالإنجليزية: Carlos Hernández)‏ (23 يناير 1971 بلوس أنجلوس في الولايات المتحدة - ) هو ملاكم أمريكي، صنّف ضمن فئة وزن الريشة السوبر ‏.

## إحصائيات
خاض خلال مسيرته 52 نزالا، فاز في 43 وتعادل في 1 وخسر في 8. فاز بالضربة القاضية في 24 نزالا.

## روابط خارجية
- كارلوس هرنانديز على موقع بوكس ريك (الإنجليزية) (registration required)